# Александровск-Сахалинский район
Алекса́ндровск-Сахали́нский район — административно-территориальная единица (район) и образованное в её границах муниципальное образование в статусе городского округа в Сахалинской области России.
Административный центр — город Александровск-Сахалинский.

## География
Реки Александровск-Сахалинского района
Находится на западе острова, севернее его центральной части. С запада омывается водами Татарского пролива, на севере граничит с Охинским районом, на востоке — с Ногликским и Тымовским районами, на юге — со Смирныховским районом.
Александровск-Сахалинский район приравнен к районам Крайнего Севера.
Рельеф низкогорный, абсолютные отметки не превышают 1000 м над уровнем моря. Через территорию района проходят западные отроги Камышового хребта. Речная сеть густая, реки короткие. Характерны большая облесённость. Район богат месторождениями каменного угля.

## История
Район образован в 1925 году.
Городской округ образован 1 января 2005 года и имеет официальное наименование — городской округ «Александровск-Сахалинский район». Это единственный после 2012 года городской округ, в названии которого сохранено слово район.

## Население
| 1937    | 1959    | 1970    | 1979    | 1989    | 2002    | 2009    |
| ------- | ------- | ------- | ------- | ------- | ------- | ------- |
| 38 471  | ↗42 593 | ↘35 862 | ↘29 256 | ↘27 810 | ↘17 513 | ↘14 868 |
| 2010    | 2011    | 2012    | 2013    | 2014    | 2015    | 2016    |
| ↘13 404 | ↘13 279 | ↘12 823 | ↘12 256 | ↘11 853 | ↘11 659 | ↘11 523 |
| 2017    | 2018    | 2019    | 2020    | 2021    | 2023    |         |
| ↘11 336 | ↘11 143 | ↘10 887 | ↘10 650 | ↘10 221 | ↘10 043 |         |

Естественное движение
| Годы | Рождений | Смертей | Е.п  | Миграция | Рождаемость ‰ | Смертность ‰ | Е.п. ‰ | Миграция ‰ |
| ---- | -------- | ------- | ---- | -------- | ------------- | ------------ | ------ | ---------- |
| 2010 | 171      | 286     | -115 | -240     | 12,88         | 21,54        | -8,66  | -18,07     |
| 2011 | 169      | 303     | -134 | -590     | 13,18         | 23,63        | -10,45 | -46,01     |
| 2012 | 133      | 282     | -149 | -716     | 10,85         | 23,01        | -12,16 | -58,42     |
| 2013 | 133      | 247     | -114 | -517     | 11,22         | 20,84        | -9,62  | -43,62     |
| 2014 | 147      | 233     | -86  | -280     | 12,61         | 19,98        | -7,38  | -24,02     |
| 2015 | 138      | 250     | -112 | -248     | 11,98         | 21,70        | -9,72  | -21,52     |

## Населённые пункты
В состав района (городского округа) входят 13 населённых пунктов:
| №  | Населённый пункт          | Тип населённого пункта        | Население |
| -- | ------------------------- | ----------------------------- | --------- |
| 1  | Александровск-Сахалинский | город, административный центр | ↘8769     |
| 2  | Арково                    | село                          | ↘65       |
| 3  | Арково-Берег              | село                          | ↘13       |
| 4  | Виахту                    | село                          | ↘111      |
| 5  | Дуэ                       | село                          | ↘28       |
| 6  | Корсаковка                | село                          | ↗16       |
| 7  | Мангидай                  | село                          | ↘10       |
| 8  | Мгачи                     | село                          | ↘634      |
| 9  | Михайловка                | село                          | ↘219      |
| 10 | Танги                     | село                          | ↘18       |
| 11 | Трамбаус                  | село                          | ↘20       |
| 12 | Хоэ                       | село                          | ↘192      |
| 13 | Чеховское                 | село                          | ↘41       |

Упразднённые населённые пункты:
- В 2001 г. посёлок Половинка включен в состав города Александров-Сахалинский[32].
- В 2024 году упразднено село Владимировка.

## Органы местного самоуправления
- собрание городского округа «Александровск-Сахалинский район» — представительный орган городского округа
- мэр городского округа «Александровск-Сахалинский район» — глава городского округа;
- администрация городского округа «Александровск-Сахалинский район» — исполнительно-распорядительный орган городского округа;
- контрольно-счетная палата городского округа «Александровск-Сахалинский район» — контрольно-счетный орган городского округа.
- иные органы местного самоуправления
  - финансовое управление городского округа «Александровск-Сахалинский район»
  - комитет по управлению муниципальной собственностью городского округа «Александровск-Сахалинский район»
  - управление социальной политики городского округа «Александровск-Сахалинский район»
  - сельские администрации:

— Арковская сельская администрация: с. Арково; с. Чеховское; с. Арково-Берег;
— Дуэнская сельская администрация: с. Дуэ;
— Виахтинская сельская администрация: с. Виахту, с. Трамбаус;
— Мгачинская сельская администрация: с. Мгачи; с. Мангидай;
— Михайловская сельская администрация: с. Михайловка, с. Корсаковка, с. Владимировка;
— Хоэнская сельская администрация: с. Хоэ, с. Танги

## Экономика
В экономике преобладает угледобыча, рыбопереработка.